# Quinto Articuleyo Peto
Quinto Articuleyo Peto (en latín, Quintus Articuleius Paetus) fue un senador romano que desarrolló su cursus honorum en la segunda mitad del siglo I y a comienzos del siglo II. 
En 78, por voluntad de Vespasiano, fue designado consul suffectus. Más tarde, Domiciano le hizo miembro de la comisión senatorial encargada de la supervisión del abastecimiento de aguas de Roma. Su carrera terminó bajo Trajano, quien lo designó colega suyo como consul ordinarius en 101.